# Amphicercidus flocculosus
Amphicercidus flocculosus är en insektsart som först beskrevs av David D. Gillette och Palmer 1929.  Amphicercidus flocculosus ingår i släktet Amphicercidus och familjen långrörsbladlöss. Inga underarter finns listade i Catalogue of Life.